# 神木市社会保障体系
神木市社会保障体系，是中国陕西省神木市（县级市）建立的以免费医疗、免费教育为代表的社会保障体系。2008年春，神木县推行从小学到高中12年免费教育。2009年3月，实施全民免费医疗制度。2011年9月，实行幼儿园免费教育，实现15年免费教育。

## 政策出台背景
神木市地处中国最大的煤田——神府煤田，全县仅煤炭的探明储量就高达500多亿吨。但地处毛乌素沙漠东缘，交通不便，至2001年仍是陕西省级贫困县。2001年，神（木）盘（塘）公路通车；2002年，神黄铁路全面通车，西煤东运为神木带来巨额财富。2008年，神木县实现地区生产总值290亿元，地方财政收入17.19亿元，同比分别增长47%、59.2%，县域经济综合实力居全国第59位，西部第4位，陕西第1位。
煤炭行业的发展也带来不少社会问题：北部产煤区农民年人均收入在1万元左右，而南部黄土高原山区农民仅三四千元。开发方与当地农民在收入上存在巨大反差。2009年神木县采空区面积达203.4平方公里，塌陷区67.7平方公里。

## 免费教育
2005年在全省率先实施了农村义务教育“两免一补”。即农村学校学生全部免收杂费、为农村贫困学生免费提供教科书、为农村贫困寄宿生补贴一定的生活费用。
2006年扩大“两免一补”范围，全县义务教育阶段学生全部免收杂费，农村中小学全部免费提供教科书，农村寄宿生全部享受生活补贴，城矿区学生免费提供教科书及寄宿生享受生活补助人数不少于20%。
2007年，开始实施全县义务教育阶段学生免费教育，并将生活费补助标准由原来的每人每天1.5元提高到2.5元。
2008年，高中阶段学生也实施了免费教育，实现从小学到高中十二年免费教育，并将生活费补助标准提高到每人每天3.5元。
2011年，幼儿园一律免收基本保教费，公办标准化幼儿园每生每月补贴350元，公办非标准化幼儿园每生每月补贴250元，民办一类幼儿园每生每月补贴450元，民办二类幼儿园每生每月补贴420元，民办三类幼儿园每生每月补贴390元。实现了十五年免费教育。
2013年5月，小学、中学（含职中）寄宿生生活补助标准每人每天分别由原来的3.5元、4元增加到5.25元、6元。

## 免费医疗
神木县免费医疗从调研到出台方案再到实施，都是保密的，没有向省、市领导透露，因为担心被否决。神木县2008年初开始调研论证，后经县委常委会讨论了五六次后通过。2009年3月1日开始实行实施全民免费医疗制度，政府下发的《神木县全民免费医疗实施办法（试行）》规定，
- 参保人员可享受每人每年100元的门诊医疗卡待遇，如住院治疗，起付线（乡镇医院为每人次200元、县级医院为每人次400元、县境外医院为每人次3000元）以下住院医疗费用由本人自付，起付线以上费用予以报销，每人每年报销上限为30万元。
- 住院免费范围包括：一般检查费、治疗费、药费、手术费、普通床位费、护理费；安装人工器官、器官移植等特殊检查、治疗费和材料费。
- 本县住院使用大型仪器设备检查、血液制品报销90%；使用特殊医用材料，国产报销90%，进口报销70%。
- 本县住院因特殊病情需要营养药品报销80%；
- 在县境外医院治疗报销70%医药费。

神木县同时出台了监管措施：《全民免费医疗实施细则(试行)》，对县内住院治疗执行住院日费用限额制；“慢性病门诊治疗全年限额报销”规定，糖尿病、高血压等23种慢性病实行全年限额报销；“住院单病种定额付费管理暂行办法”，对剖宫产、阑尾炎等30个单病种进行了住院费用定额包干标准的规定；每月组织专家不定期对医院进行病案抽查，对其检查、治疗、用药是否合理进行评审。对定点医院实行准入制和动态制，一年一考核，考核不合格的淘汰出局。
免费医疗实行前两个月，病人激增，医院人满为患。5月中旬，榆林市紧急召开常委会议，提出5个问题，认为神木在这个事情上捅了娄子，抹了黑。《环球网》等媒体也发文或转载文章质疑神木县免费医疗“患者蜂拥而至，财政无力承担”。
郭宝成出面澄清，3、4月份人数比往年同期增加了20%，病人激增因为过去看不起病，说明“政府欠农民的账太多”，同时也“更加说明我们实行免费医疗的必要性”。旧县医院住院部还预备了200张床位，后来根本没用上。5月25日下午，县委书记郭宝成主持的神木县委常委扩大会议召开，讨论免费医疗还坚持不坚持。30余名县级领导及相关部门负责意见高度一致：免费医疗必须坚定不移地实施下去，同时，也要不断完善制度体系和监控体系。神木县县委常委、宣传部长雷江声介绍说，调研论证时预估2009年全县医药费用大概需求在1.5亿元至1.8亿元之间。3月份全县报销医疗费960万元，4月份报销1270万元，5月份从日报表分析看比4月份有所下降。从前三个月的实际报销数额上看，并未超出测算范围。
全县7个定点医院全开放后，病人得到分散，就医情况稳定下来。2010年，门诊报销水平从一年100元提高到200元。

## 社会保障与福利
2005年起，神木推行“十大”民生工程：教育优先工程；医疗健康工程；公共文化工程；扩大就业工程；社会保障工程、住房安居工程；扶贫济困工程；公共交通工程；环境优化工程；“平安神木”工程。
2007年3月，神木启动“双百帮扶”工程，200个私人企业与200个村子结成对子，进行为期3年的帮扶。这些私人企业拿出近4亿帮扶贫困村。
2009年1月1日，神木实行孤寡、残疾和“五保户”等特殊人群的免费供养。其中，农村、城市重度残疾人每人每年补贴分别不低于2880元和3600元，政府为此支出3000多万元。
2009年全面实施新型城乡养老保险制度，按当年标准，参保农民和城镇居民（无业人员）在男60岁、女55岁之后，每月将获得不低于188元的养老金。
动员社会力量资助贫困大学生，每年在300名左右。

## 县经济情况
2012年，神木县跃居全国百强县第26位，GDP达到1003.89亿元。
神木县有大量的民间资金投入煤炭相关产业，因煤炭价格下跌严重，2012年下半年开始，神木民间信贷资金链断裂。据神木县政府统计，2013年8月全县共99家煤矿，仅11家仍在生产，其余88家煤矿都处于停产状态。

## 县财政情况
2008年县财政收入17.2亿元，民生投入8亿元。
2009年实现地区生产总值452.6亿元，财政总收入93.26亿元。
2012年，神木财政总收入和地方财政收入分别达到220.7亿元、53.6亿元。

## 相关县领导

### 郭宝成
2005年9月，郭宝成升任中共榆林市委常委、神木县委书记，是神木县免费医疗等政策的主要推动者。郭宝成1997年12月起任中共神木县委副书记，2000年11月任中共神木县委副书记、县长。2010年9月，郭宝成被调离神木，担任陕西榆林市人大常委会副主任。

### 雷正西
继任的是原神木县委副书记、县长雷正西。2013年6月提任榆林市委常委、神木县委书记，7月15日，数千名神木人围住了县政府大门，神情激动。因为他们听说“县委书记要调走了！神木没钱了！免费医疗教育要取消了！”7月16日，警方控制了4名涉嫌传播网络谣言的嫌疑人，官方辟谣称，雷正西提任榆林市委常委后，仍将兼任神木县委书记。辟谣10天后的7月26日，雷正西被调离，神木县委书记一职由中共榆林市委副书记尉俊东兼任。
2021年7月26日，雷正西被查。

## 社会反响
- 2010年全国两会上，卫生部部长陈竺对神木的全民免费医疗改革给予了高度肯定，认为照此推广，“大概五分之一的县都可以做起来”[7]。

- 民政部社会福利与慈善事业促进司司长王振耀曾亲自前往神木调研，认为神木医改是“中国福利建设史上的一个圣典”，思路简单清晰，真正让老百姓分享到了改革成果[7]。

## 相关人物
- 郭宝成（前任神木县委书记）
- 雷正西（前任神木县委书记，郭宝成的继任者，2021年7月26日被查）